# Előtető
Az előtető épületek bejáratai elé vagy teraszok lefedésére épített tetőszerkezet, ami elsősorban a csapadék és nap ellen véd. A nagyobb előtetőket, főleg teraszok vagy kocsibejárók tetőit, támasztólábak tartják. A tetőszerkezet felületi lezárása történhet polikarbonáttal, üveggel, különböző panelekkel.

## Elterjedt típusai
- Polikarbonát vagy plexi anyagból készült előtető: anyaga könnyű, hajlíthatósága miatt ívelhető, víztiszta (átlátszó), opál vagy bronz színű.
- Hullámpala: a plexinél nehezebb, nem hajlékony, nem áttetsző